# PLIDA
PLIDA ou Progetto Lingua Italiana Dante Alighieri (Projet de Langue Italienne Dante Alighieri) est la certification décernée par la Société Dante Alighieri attestant la compétence de la langue italienne comme langue étrangère. 
Les diplômes peuvent être obtenus après avoir passé un test de langue. La Direction générale de la Société Dante Alighieri à Rome est le centre officiel d'examen pour la délivrance de la certification PLIDA.

## Reconnaissance
Le certificat PLIDA est officiellement reconnu par  le Ministère des Affaires étrangères et de la Coopération internationale (Italie), le Ministère du Travail (Italie) et le Ministère de l’Éducation, de l'Université et de la Recherche de l'Italie. 
Selon le décret du Ministère de l'Intérieur (Italie) du 4 juin 2010, tous les étrangers devraient être en mesure de démontrer la maîtrise de la langue italienne, s'ils veulent obtenir la résidence de long séjour. Les titulaires de certificat A2 PLIDA pourraient être exemptés de l'épreuve exigée par les préfectures.
Avec le certificat (niveau B2 ou C1, selon l'université et les sujets d'étude), les étudiants peuvent être inscrits dans les universités ou les écoles sans soutenir les examens de langue italienne obligatoires.

## Admissibilité
Les diplômes PLIDA peuvent être acquis par ceux qui n'ont pas l'italien pour langue maternelle. Tous les candidats peuvent passer le test au niveau de leur choix, il n'est pas demandé comme prérequis de passer les tests des niveaux inférieurs.

## Test
La Société Dante Alighieri est l'organisatrice des tests PLIDA, avec l'approbation académique de l'Université de Rome « La Sapienza ». Le test de certification est conçu selon les principes de l'approche communicative, basée sur les tâches de la vie réelle afin de tester quatre domaines de compétence: écouter, lire, écrire et parler. L'examen dure un minimum de 100 minutes pour un maximum de 190 minutes, en fonction du niveau.
Il existe des tests de six niveaux, de A1 à C2, établis selon les critères du Cadre européen commun de référence pour les langues.

## Résultats
Les tests sont établis selon un barème de trente points. Pour réussir l'examen, le candidat doit obtenir un minimum de 18/30 dans tous les domaines testés: écouter, lire, écrire et parler. Un candidat qui réussit l'épreuve d'un des quatre domaines bénéficie d'un crédit de points; il peut être utilisé pour l'épreuve suivante, dans les domaines qui n'ont pas été passés. 